# Dávid Hancko
Dávid Hancko (ur. 13 grudnia 1997 w Prievidzy) – słowacki piłkarz, grający na pozycji obrońcy w hiszpańskim klubie Atlético Madryt oraz w reprezentacji Słowacji. Uczestnik Mistrzostw Europy 2020 i 2024.
Wychowanek MŠK Žilina. W swojej karierze występował również w takich klubach jak: Feyenoord, ACF Fiorentina czy Sparta Praga.

## Życiorys
Jest wychowankiem MŠK Žilina. W seniorskim zespole tego klubu występował w latach 2016–2018. W sezonie 2016/2017 wraz z klubem zdobył mistrzostwo kraju.
1 lipca 2018 odszedł za 3,5 miliona euro do włoskiego ACF Fiorentina. W Serie A zadebiutował 22 września 2018 w wygranym 3:0 meczu ze SPAL 2013. Do gry wszedł w 46. minucie, zastępując Cristiano Biraghiego.
Od 3 sierpnia 2019 do 30 czerwca 2021 przebywał na wypożyczeniu w czeskiej Sparta Praga, a następnie został wykupiony przez ten klub za 2,5 miliona euro. 22 sierpnia 2022 odszedł za 8,3 miliona euro do holenderskiego Feyenoordu. W sezonie 2022/2023 zdobył zarówno mistrzostwo Czech, jak i Holandii.

## Życie prywatne
Jest żonaty z czeską tenisistką, Kristýną Plíškovą. Mają syna (ur. 2022).